# Ballroom dancer
Ballroom dancer er en dokumentarfilm fra 2012 instrueret af Christian Holten Bonke og Andreas Koefoed efter manuskript af Jens Arentzen.

## Handling
Den tidligere verdensmester i latin dans, Slavik Kryklyvyy, er en principfast mand. For ti år siden begik han sig blandt dansens verdenselite. I dag har han sat sig for at generobre sin plads på de bonede gulve. Og det selvom han er mærket af alder, ramt af en alvorlig hofteskade, og har et ustyrligt temperament, der har skræmt alle hans tidligere dansepartnere væk. Hans nye dansepartner (og kæreste), Anna, skal hjælpe ham til at nå sit mål. Med hende, en vilje af stål og en toptrænet krop begiver Slavik sig ud på en rejse mod stjernerne. Men efterhånden som drømmen om at genvinde en plads i rampelyset synes længere og længere væk, slår Slaviks tempererament gnister, og kærligheden sættes på en hård prøve. Slavik er klar til at betale prisen, for hvad er kærligheden værd, hvis man ikke får opfyldt sit livs drømme? I 'Ballroom Dancer' sidder publikum på første parket til et drama af dimensioner, hvor Slaviks indre dæmoner kæmper side om side med ham selv på dansegulvet - og får i tilgift et unikt indblik i dansens forunderlige verden med glamour, glitter, pomadehår og tykke lag af makeup. Spørgsmålet er, om Slavik kan opretholde facaden og danse sig ud af den livskrise, han befinder sig i.